# Ferrate de baryum
Ne doit pas être confondu avec Ferrite de baryum.
Le ferrate de baryum est le composé chimique de formule BaFeO4. Il s’agit d’un composé rare contenant du fer à l’état d'oxydation +6. Il est isostructural avec le sulfate de baryum BaSO4 et contient l’anion tétraédrique [FeO4]2−.

## Structure
L’anion ferrate(VI) est paramagnétique en raison de ses deux électrons non appariés et il a une géométrie moléculaire tétraédrique.
La diffraction des rayons X a été utilisée pour déterminer les caractéristiques de la maille élémentaire orthorhombique (vecteurs de réseau a ≠ b ≠ c, angles interaxes α = β = γ= 90°) du BaFeO4 nanocristallin. Il cristallise dans le groupe d'espace Pnma (groupe ponctuel : D2h) avec les paramètres de maille a = 0,8880 nm, b = 0,5512 nm et c = 0,7214 nm. La précision des données de diffraction des rayons X a été vérifiée par les intervalles de franges du réseau de la microscopie électronique en transmission à haute résolution (HRTEM) et les paramètres de maille calculés à partir de la diffraction de zone sélectionnée (en) (SAED).

## Caractérisation
Des pics d'absorption infrarouge du ferrate de baryum sont observés à 870, 812, 780 cm−1.

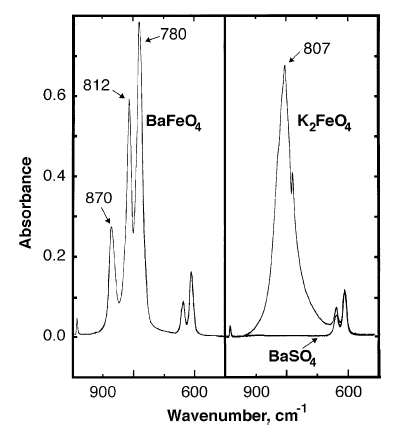
Spectre d'absorption infrarouge du BaFeO_{4} montrant des pics caractéristiques.

BaFeO4 suit la loi de Curie-Weiss et a un moment magnétique de (2,92 ± 0,03) × 10-23 A m2 (3,45 ± 0,1 BM) avec une constante de Weiss de -89 K.

## Préparation
Le ferrate de baryum(VI) peut être préparé par des méthodes de synthèse humide ou sèche. La synthèse sèche est généralement réalisée à l’aide d’une technique thermique, par exemple en chauffant de l’hydroxyde de baryum et de l’hydroxyde de fer(II) en présence d’oxygène à environ 800 à 900 °C :
Ba(OH)2 + Fe(OH)2 + O2 → BaFeO4 + 2 H2O
Les méthodes par voie humide utilisent à la fois des techniques chimiques et électrochimiques. Par exemple, l’anion ferrate se forme lorsqu’un sel de fer approprié est placé dans des conditions alcalines et qu’un agent oxydant puissant, tel que l’hypochlorite de sodium, est ajouté :
2 Fe(OH)3 + 3 OCl- + 4 OH- → 2 FeO42- + 5 H2O + 3 Cl-
Le ferrate de baryum est ensuite précipité à partir de la solution par l’ajout d’une solution de sel de baryum. L’ajout d’un sel de baryum soluble à une solution de ferrate de métal alcalin produit un précipité marron de ferrate de baryum, un cristal qui a la même structure que le chromate de baryum et a à peu près la même solubilité. Le ferrate de baryum a également été préparé en ajoutant de l’oxyde de baryum à un mélange d’hypochlorite de sodium et de nitrate ferrique à température ambiante (ou à 0 °C). La pureté du produit peut être améliorée en effectuant la réaction à basse température en l’absence de dioxyde de carbone et en filtrant et séchant rapidement le précipité, réduisant ainsi la coprécipitation de l’hydroxyde de baryum et du carbonate de baryum en tant qu’impuretés.

## Utilisations
Le ferrate de baryum est un agent oxydant et est utilisé comme réactif oxydant dans les synthèses organiques. Ses autres applications comprennent l’élimination de la couleur, l’élimination du cyanure, la destruction des bactéries et le traitement des eaux contaminées et des eaux usées.
Les sels de ferrate(VI) sont des matériaux de cathode énergétique dans les accumulateurs « super-fer ». Les cathodes contenant des composés de ferrate(VI) sont appelées cathodes « super-fer » en raison de leur base de fer hautement oxydé, de leur transfert d’électrons multiples et de leur énergie intrinsèque élevée. Parmi tous les sels de ferrate(VI), le ferrate de baryum maintient un transfert de charge exceptionnellement facile, ce qui est important pour le domaine de haute puissance des piles alcalines.

## Réactions
Le ferrate de baryum est le plus stable des composés du ferrate(VI). Il peut être préparé dans son état le plus pur et a la composition la plus définie. Le ferrate de baryum peut être facilement décomposé par tous les acides solubles, y compris l’acide carbonique. Si du dioxyde de carbone pénêtre dans l’eau dans laquelle le ferrate de baryum hydraté est en suspension, le ferrate de baryum se décomposera complètement pour former du carbonate de baryum, de l’hydroxyde ferrique et de l’oxygène gazeux. Les sulfates alcalins décomposent le ferrate de baryum qui n’a pas été séché, formant du sulfate de baryum, de l’hydroxyde ferrique et de l’oxygène gazeux.